# Хмелевский сельский совет (Роменский район)
Хмелевский сельский совет (укр. Хмелівська сільська рада) — входит в состав
Роменского района
Сумской области
Украины.
Административный центр сельского совета находится в 
с. Хмелев
.

## Населённые пункты совета
- с. Хмелев
- с. Заклимок

## Ликвидированные населённые пункты совета
- с. Касьяново
- с. Солодухи